# Владимир Петковић
Владимир Петковић (Доња Ливадица, код Велике Плане, 30. септембар 1874 — Београд, 13. новембар 1956) био је српски историчар уметности и археолог.

## Биографија
Рођен је 30. септембра 1874. године у селу Доња Ливадица, код Велике Плане.
Проф. др Владимир Петковић је дипломирао на Филозофском факултету Универзитета у Београду (1897). Године 1900. одлази у на студије у Минхен, потом 1902. у Хале где 1905. стиче докторат. По повратку у Србију 1911. постаје доцент, 1919. ванредни, а 1922. редовни професор Филозофског факултета у Београду. 
Од 1921. до 1935. године био је директор Народног музеја у Београду. Од 1932. је члан Српске академије наука, а од 1947. до 1956. управник њеног Археолошког института.
Са Браниславом Нушићем био је у комисији за избор најлепше жене Краљевине Југославије.
У Галерију САНУ је 2024. реализована изложба у „Владимир Р. Петковић: утемељитељ струке и науке”.

## Научни рад
Главна област научног истраживања Владимира Петковића била је српска средњовековна уметност, посебно фреско-сликарство. У српској историографији поставио је темеље научног изучавања споменичке баштине.
Знања је стицао током великог теренског рада након кога је публиковао бројне чланке и монографске студије о српским средњовековним манастирима, црквама и живопису. Објавио је знамените збирке грађе о средњовековним фрескама у Србији и Македонији, а посебно је значајан његов преглед црквених споменика.
Писао је о стилским карактеристикама живописа, посебно о иконографији када је уочио постојање посебних школа у српском средњовековном сликарству. Такође је први обратио пажњу на значај споменика касног средњег века - XVI и XVII столећа, део којих истраживања је и публиковао. 
Као археолог радио је у Стобима и Царичином граду.

## Одабрана дела
- 1906 „Жича, архитектура и живопис“, Старинар, Београд
- 1908 „Фреске из унутрашњег нартекса цркве у Каленићу“, Старинар, Београд
- 1911 „Српски споменици VII-VIII века“, Старинар, Београд
- 1922 Манастир Раваница, Београд
- 1924 Манастир Студеница, Београд
- 1926 Манастир Каленић, Вршац
- 1933 Старо Нагоричино - Псача - Каленић (иконографија и живопис), Београд
- 1937 „Античке скулптуре у Стобију“, Старинар, Београд
- 1939 „Ископавање Царичиног града код Лебана 1938. године“, Старинар, Београд
- 1941 Манастир Дечани, Београд
- 1950 Преглед црквених споменика кроз повесницу српског народа, Београд